# Филатов, Владимир Александрович
Влади́мир Алекса́ндрович Фила́тов (род. 7 июня 1958 года, Бердянск) — украинский скульптор. Автор памятника Валерию Лобановскому (2003), памятника Осипу Гладкому (г. Запорожье, 2010). Лауреат Общенациональной программы «Человек года-2002», лауреат приза Сальвадора Дали (2006), обладатель Мирового приза культуры (2010, Прага), приза Мастер мира (Сеул, 2011).
Создал несколько сотен скульптур. Работает с такими материалами, как бронза, мрамор, гранит, гипс и т. д. Провёл больше сотни персональных выставок в Украине, Франции, Германии, Швейцарии, Южной Корее, Венгрии, Чехии, России, Белоруссии и других странах.

## Памятники
- памятник тренеру ФК «Динамо» Валерию Лобановскому в Киеве
- памятник «Афганская Голгофа» в Киеве
- памятник атаману Запорожской Сечи Осипу Гладкому в Запорожье
- памятник Ивану Скоропадскому в государственном дендрологичном парке «Тростянец»